# Alvise Contarini
Alvise Contarini (Wenecja, 24 października 1601–15 stycznia 1684) – 106. Doża Wenecji od elekcji 26 sierpnia 1676 do śmierci siedem lat później. Był ósmym członkiem rodu Contarini, który został weneckim dożą (pierwszy był Domenico Contarini, został wybrany w 1043).
Jego rządy należały do spokojnych, gdyż Republika Wenecka odzyskiwała stabilność po V wojnie osomańsko-weneckiej (o Kretę, w latach 1645–1669). Pomimo tego w ostatnich dniach jego panowania stosunki z Imperium Osmańskim uległy pogorszeniu, a Republika rozpoczęła walkę w VII wojnie, znanej też jako Wojna Moreańska (1684-1699).